# Ławka szkolna
Ławka szkolna – część wyposażenia szkoły, element i symbol szkoły.

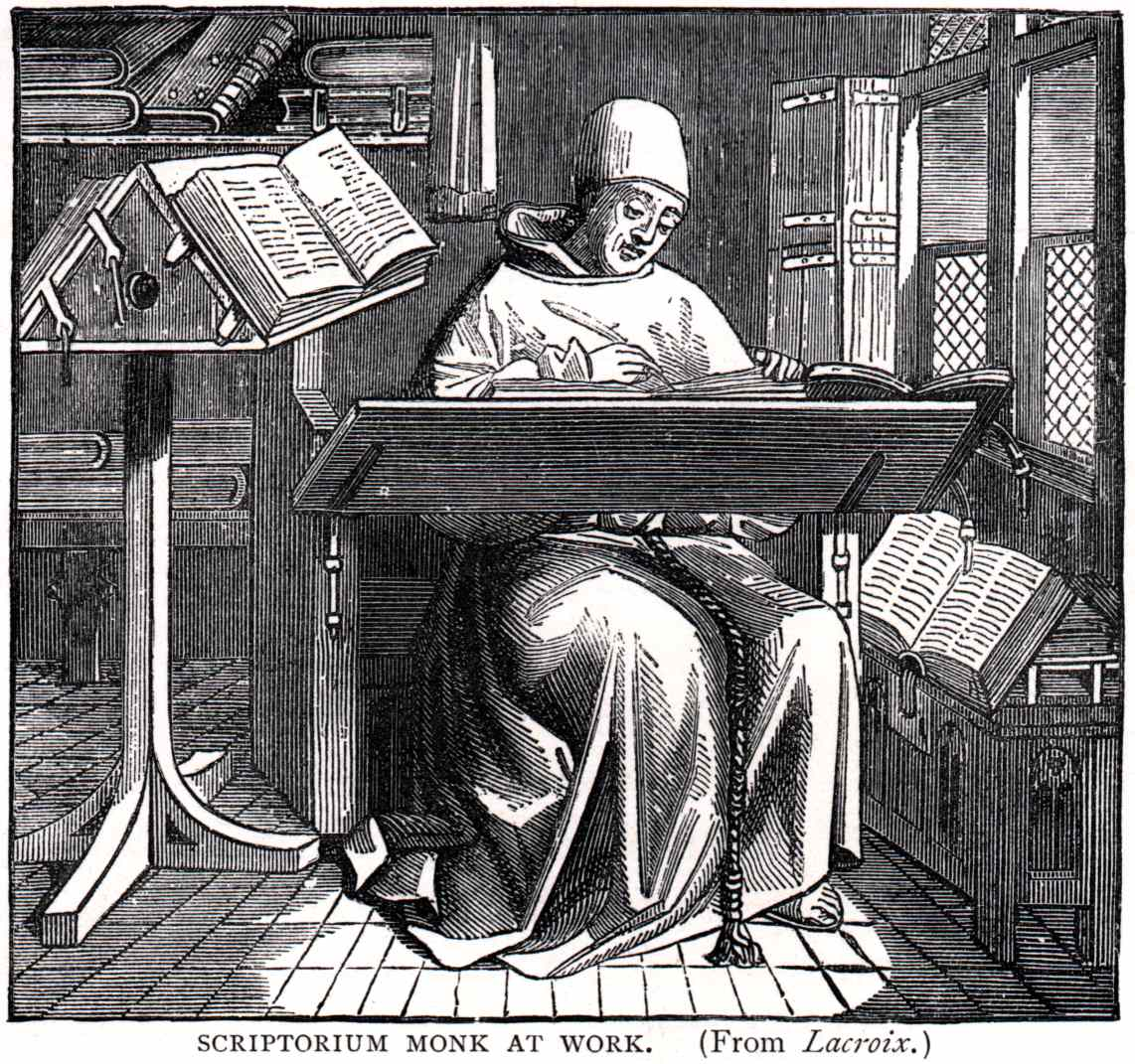

Ławki szkolne pojawiły się w średniowieczu wraz ze szkołami prowadzonymi przez zakony jezuitów, pijarów. Przywędrowały tam z kościoła, gdzie były elementem nawy kościelnej. Poprzednikiem ławki było skryptorium, które służyło zakonnikom za pulpit do przepisywania ksiąg w klasztorach i podobnie jak ławka miało pochyłą powierzchnię.

## Budowa
Do połowy XX wieku ławka robiona była z drewna i stanowiła jeden połączony element z krzesłem. Miał w niej stałe miejsce kałamarz oraz kasetka na teczkę. Dawna ławka mogła pomieścić od 2 do 5 uczniów.
Współcześnie ławki szkolne o lekkiej konstrukcji z metalu i płyty wiórowej przystosowane są do różnego wzrostu dzieci poprzez regulację nóg, posiadają także zaczep na plecak szkolny. Dla celów akademickich mają też zastosowanie krzesła z małym ruchomym blatem do pisania, który przejął funkcję ławki szkolnej.

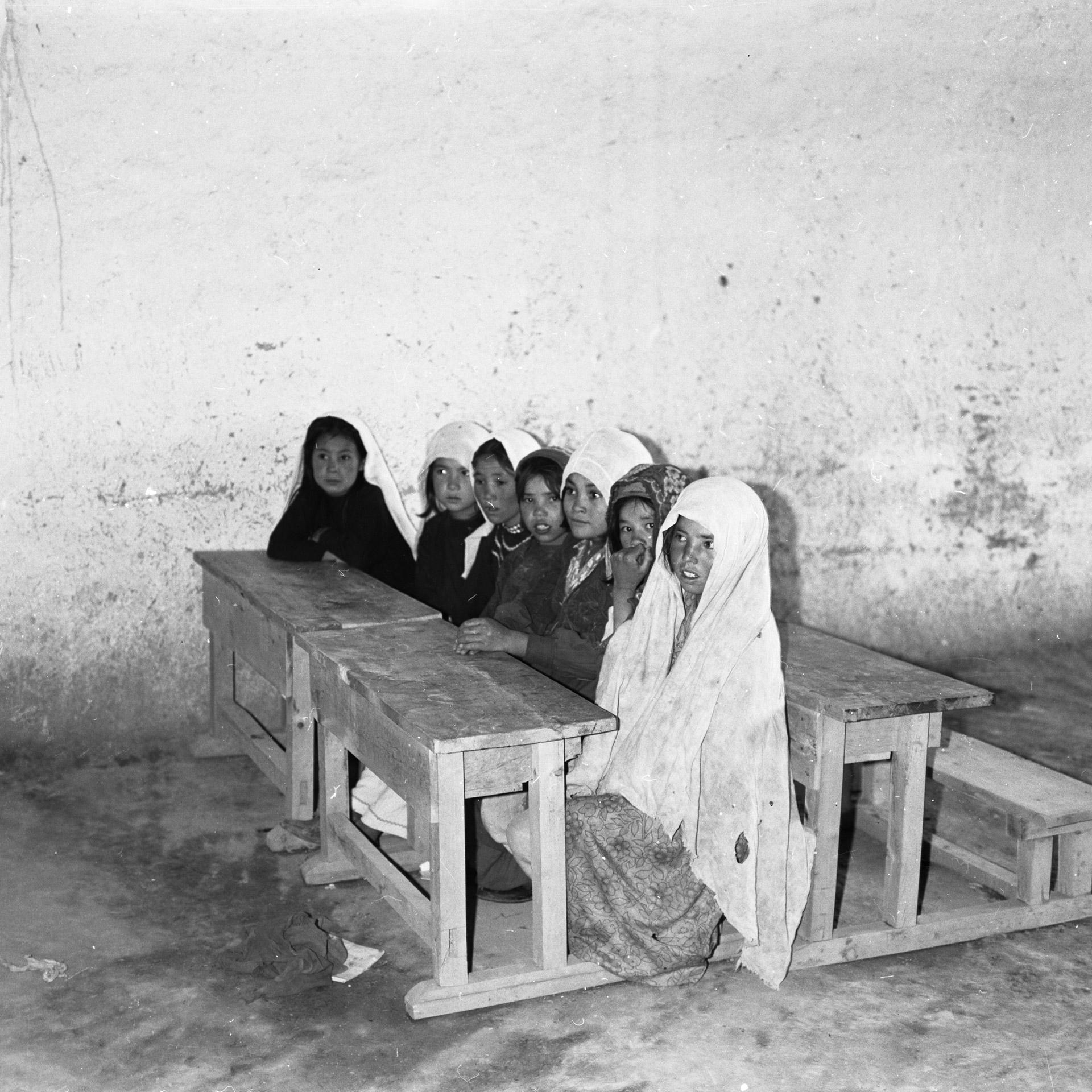
Dzieci w ławce szkolnej w Afganistanie

W wielu krajach, zwłaszcza o klimacie cieplejszym od Polski, podczas lekcji dzieci siedzą na podłodze lub bezpośrednio na ziemi, m.in. w krajach azjatyckich i w Afryce.
Ławka stała się w XIX wieku symbolem postępu i powszechnej edukacji, zaś w XX wieku symbolem skostniałego systemu szkolnego – jak twierdziła Maria Montessori – tłumiącego aktywność dzieci. W XXI wieku ławka doczekała się w Polsce kilku upamiętnień, m.in. w postaci pomników w Sanoku, Wrześni i Warszawie.

## Upamiętnienia
- Pomnik Ławki Szkolnej w Warszawie
- Ławeczka Bronisławy Śmidowiczówny we Wrześni